# Disney Television Studios
Disney Television Studios è una casa di produzione televisiva statunitense fondata nel 2019 per riunire tutti gli studi televisivi Disney sotto un'unica divisione. È una sussidiaria di Disney General Entertainment Content, a sua volta controllata da The Walt Disney Company.
Fanno parte di Disney Television Studios le case di produzione 20th Television e 20th Television Animation.

## Storia
Nel 2019 la The Walt Disney Company, dopo l'acquisizione di 21st Century Fox, fondò i Disney Television Studios per gestire tutte le case di produzione televisiva possedute (ABC Studios, ABC Signature Studios, 20th Century Fox Television e Fox 21 Television Studios).
Il 10 agosto del 2020 viene annunciata una riorganizzazione degli studi televisivi che porta alla fusione di ABC Television Studios e ABC Signature Studios in ABC Signature e il rebranding di 20th Century Fox Television e Fox 21 Television Studios rispettivamente in 20th Television e Touchstone Television.
Il 1º dicembre 2020, il capo di Disney Television Studios Dana Walden ha annunciato un'ulteriore riorganizzazione che porta all'inglobamento di Touchstone Television in 20th Television.
Nel marzo 2021, Walt Disney Television ha ribattezzato 20th Animation in 20th Television Animation e lo ha rilanciato come unità indipendente da 20th Television.
Il primo ottobre del 2024, a seguito di una riorganizzazione interna, viene annunciato che 20th Television avrebbe completamente assorbito la società sorella ABC Signature.

## Controllate
- ABC Signature
- 20th Television
  - Regency Television (50%) (joint venture con New Regency)
- 20th Television Animation
- Walt Disney Television Alternative